# 吳維京
吳維京（1531年—？），字樞季，浙江湖州府孝豐縣人，軍籍，明朝政治人物。

## 生平
嘉靖四十年（1561年）辛酉科浙江鄉試第五十名舉人，四十一年（1562年）中式壬戌科會試第三十三名，三甲第十七名進士。授建寧府推官，升石阡府知府。

## 家族
曾祖吳玒，壽官；祖父吳松，封奉政大夫吏部郎中；父吳麟，山東按察司副使，贈中憲大夫。前母王氏（贈孺人）；母方氏（封孺人）。永感下。兄吳維嶽、吳維川、吳維夏，弟吳維畿、吳維城、吳維域、吳維均、吳維埈、吳維垹。